# جون بي ألين
جون بي ألين (بالإنجليزية: John P. Allen)‏ هو مستكشف أمريكي، ولد في 6 مايو 1929.

## وصلات خارجية
- جون بي ألين على موقع الموسوعة البريطانية (الإنجليزية)